# Sedilia

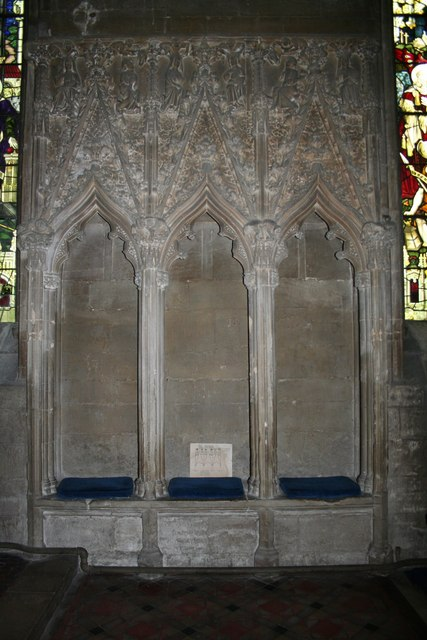
En sedilia från 1300-talet i Heckington i Lincolnshire.

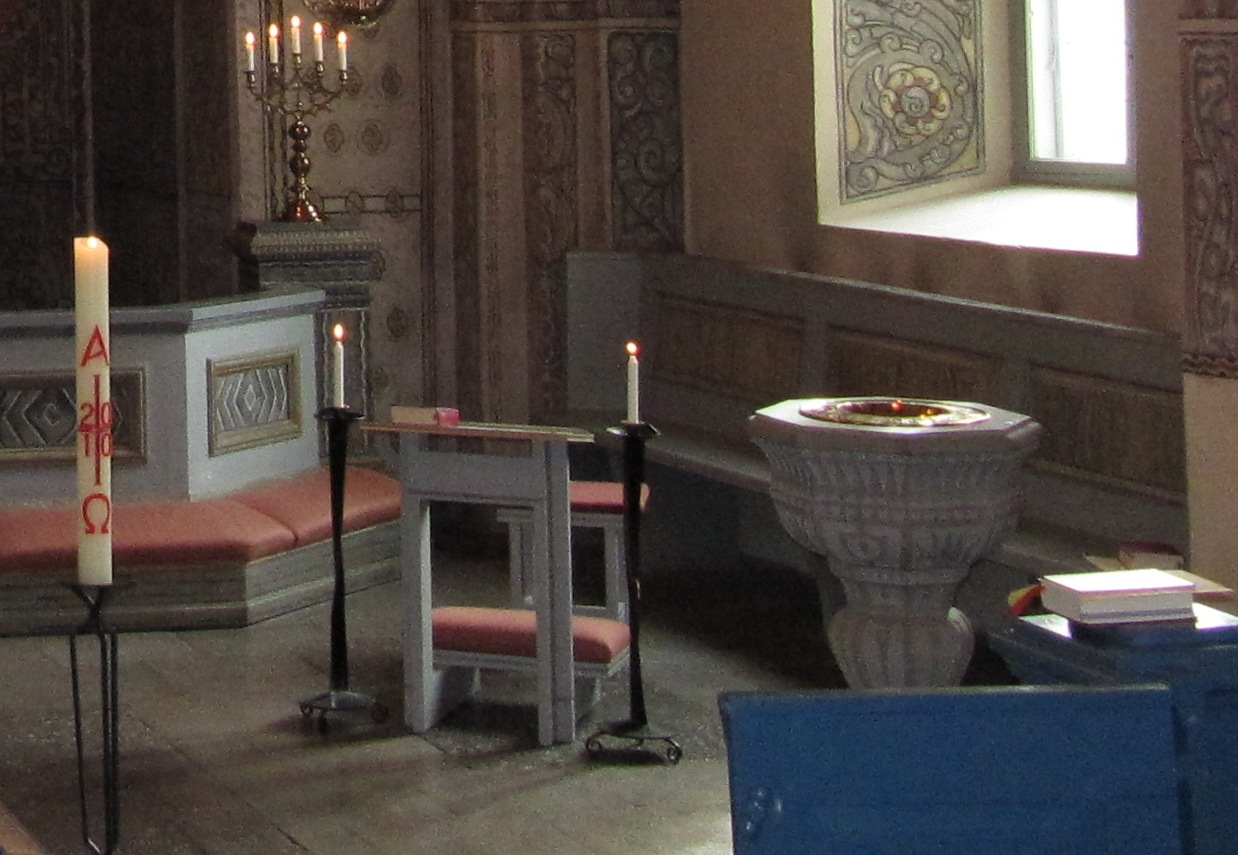
En fristående sedilia med bokstöd i Alsike kyrka.

En sedilia är sittplatser, ofta i sten, placerade på den södra sidan av ett altare. Sedilian finns vanligen i koret och används av celebranten (prästen) och dennes assistenter, till exempel diakonen, under mässan.
De första exemplen på sedilior fanns i katakomber och utgjorde då enskilda sittplatser för den officierande prästen. Med tiden blev tre platser allt vanligare, även om det finns exempel på upp till fem sittplatser.
Seden att fälla in dem i nischer i kyrkväggen uppstod i slutet av 1100-talet, några tidiga exempel utgörs av enkla stenbänkar. I Lenham i Kent finns ett exempel på en enstaka sittplats med armstöd i sten.
De nischer där man byggt sediliorna är ofta rikt utsmyckade med en baldakin och delade med pelare med utsmyckade skaft, fialer och sniderier. Ibland är sittplatserna olika höga, med den östra platsen högst belägen. Ibland kompletteras sedilian med en extra nisch där man placerat piscinan.